# Myrrophis chinensis
Espèce
Synonymes
- Hypsirhina chinensis (Gray, 1842)
- Hypsirhina sinensis Stanley, 1915
- Enhydris chinensis (Smith, 1923)

Statut de conservation UICN

 LC  : Préoccupation mineure
Myrrophis chinensis est une espèce de serpents de la famille des Homalopsidae.

## Description
Myrrophis chinensis, anciennement  Enhydris chinensis est un petit serpent (80cm maximum) opistoglyphe.
Cette espèce possède 21-23 rangées d'écailles dorsales à mi-corps.
À la naissance, les petits mesurent  en moyenne 15 à 17 cm.
Il s'agit d'un serpent piscivore, principalement aquatique.
Bien que son venin ne soit pas mortel pour l'homme, il cause tout de même œdèmes, démangeaisons et/ou réaction allergique.

## Répartition
Cette espèce se rencontre  :
- à Taïwan ;
- en République populaire de Chine à Hong Kong et à Hainan ;
- au Viêt Nam.

## Étymologie
Son nom d'espèce, composé de chin[e] et du suffixe latin -ensis, « qui vit dans, qui habite », lui a été donné en référence au lieu de sa découverte, la République populaire de Chine.

## Publication originale
- Gray, 1842 : Monographic Synopsis of the Water Snakes, or the Family of Hydridae. The Zoological Miscellany, vol. 2, p. 59-68 (texte intégral).